# Castelfranco di Sopra
Castelfranco di Sopra – miejscowość i gmina we Włoszech, w regionie Toskania, w prowincji Arezzo.
Według danych na styczeń 2009 gminę zamieszkiwało 3090 osób przy gęstości zaludnienia 82,1 os./1 km².
1 stycznia 2014 gmina przestała istnieć.

## Miasta partnerskie
- Caldes d'Estrac
- Saint-Saturnin-lès-Apt